# Haut Septentrion
Haut Septentrion est un album de bande dessinée, septième tome de la série Donjon Crépuscule (numéroté 110) écrite par Lewis Trondheim et Joann Sfar. 
Dessiné par Alfred, l'album raconte le combat final contre L'Entité noire du point de vue de Marvin Rouge et de Zakûtu. Il a été publié en mars 2014 parallèlement à La Fin du Donjon, dessiné par Mazan , qui narre la même histoire sous l'angle d'Herbert de Vaucanson et du Roi Poussière.

## Ventes
Tiré à 25 000 exemplaires, l'album entre en sixième place des meilleures ventes en France lors de sa sortie. Il reste dans le classement des meilleures ventes deux autres semaines.